# North-Western European Journal of Mathematics
Le North-Western European Journal of Mathematics est une revue de recherche en mathématiques éditée par les Laboratoires de Mathématiques du Nord-Pas-de-Calais.

## Historique
Les laboratoires de Mathématiques du Nord-Pas-De-Calais ont lancé en 2015 un nouveau journal appelé North-Western European Journal of Mathematics. Cette revue généraliste, avec comité éditorial international, accueille des articles aussi bien en mathématiques pures qu'en mathématiques appliquées et en histoire des mathématiques. Son originalité par rapport à l'écosystème des revues françaises est d'avoir une assise régionale et transfrontalière sur le plat pays pris au sens large (Nord-Pas-De-Calais/Belgique/Pays-Bas). Par ailleurs, la revue dispose du soutien des sociétés savantes de mathématiques françaises,, luxembourgeoise et néerlandaise ainsi que de celui de l'Institut Fields, garantie par la présence de son directeur au sein du comité éditorial.

## Publications
La revue est d'accès libre (voie diamantée), librement accessible en ligne
et la version papier sera disponible à un prix très bas (pour couvrir les frais d'impression et d'envoi).
Les auteurs conservent leurs droits et aucuns frais de publication ne seront à leur charge.